# الضيف (فلم 2017)
الضيف (بالإنجليزية: The Guest) هو فيلم نيجيري صدرَ عام 2017 من إنتاج وكتابة فولوك أولانيي وإخراج كريستيان أولاينكا.

## القصّة
يُقدِّم الفيلم نظرةً ثاقبةً حول كيف كان زوجان يستمتعان بزواجهما الجميل إلى اليومِ الذي يتمُّ فيه ترحيل صديقة الزوجة من إنجلترا وهي الصديقة التي عاشت معَ الزوجانِ وألحقت بطريقةٍ ما الخراب بزواجهما حينما ربطت علاقةً مع الرجل.

## طاقم التمثيل
| - ريتا دومينيك - فيمي جاكوبس | - سومكيلي إياماه - تشيكا تشوكو |